# Moudeïna
 Moudeïna è un comune del Ciad situato nel dipartimento di Adé, provincia del Sila.